# Rollshausen
Rollshausen est une municipalité allemande du land de Basse-Saxe et l'arrondissement de Göttingen. Plusieurs localités lui sont unies dont Germershausen.